# 아미오다론
아미오다론(amiodarone)은 여러 가지 종류의 부정맥을 치료하고 예방하기 위해 쓰이는 항부정맥제의 일종이다. 아미오다론이 사용되는 부정맥에는 심실빈맥(VT), 심실세동(VF), 넓은 QRS 빈맥, 심방세동, 발작성 심실상성 빈맥 등이 있다. 그러나 심정지에서의 사용 근거는 빈약하다. 경구, 정맥, 골내로 투여할 수 있다. 경구로 투여하는 경우 효과가 나타나기까지 수 주가 걸릴 수 있다.
흔한 부작용에는 피로감, 진전, 구역질, 변비가 있다. 아미오다론은 심각한 부작용을 나타내기도 하므로 주로 심각한 심실부정맥에만 사용을 권고한다. 심각한 부작용에는 간질성 폐렴과 폐독성, 간독성, 부정맥, 시각 손상, 갑상샘 질환, 사망이 있다. 임신이나 수유 중 복용할 경우 태아나 신생아에게 문제를 일으킬 수 있다. 클래스 III 항부정맥제에 속한다. 심장 세포가 다시 수축하기 전의 시간을 늘리는 방식으로 일부 작용한다.
아미오다론은 1961년 처음 만들어져 1962년에 심장 관련 흉통(협심증)에 최초로 사용되었다. 부작용으로 인해 1967년에는 시장에서 퇴출당했다. 1974년 부정맥에 유용하단 것이 밝혀지면서 다시 사용되기 시작했다. 현재 WHO 필수 의약품 목록에 등재되어 있다. 복제약으로도 이용 가능하다. 2020년 기준 미국에서는 198번째로 많이 처방된 약물로 조사되었으며, 200만 건 이상 처방되었다.